# Kobyłka
Kobyłka (udtale: [kɔˈbɨu̯ka])  er en by der ligger i det østlige, centrale Polen, i den centrale del af voivodskabet Masovien (Województwo mazowieckie) og har 27.185(2021) indbyggere og et areal på	20,05 km². Den ligger lige nordøst for Warszawa og er en del af powiatet (amt) Wołomin.

## Historie
Kobyłka ligger  i et tæt skovområde og den  har  været en landsby i det mindste siden det 15. århundrede. I det 18. århundrede var landsbyen et af de vigtigste produktionscentre for eksklusiv tekstil. I 1751 fik landsbyen et kongeligt bycharter, som en effekt af omfattende indsats fra dens ejer, biskop Marcin Załuski, som ønskede at gøre den til et stort center for pilgrimme. Men planen mislykkedes i eftervirkningen af Kościuszko-opstanden og Polens delinger, hvor byen blev alvorligt beskadiget af russiske styrker under deres march mod Warszawas forstad Praga.